# Kai Hansen
Kai Hansen (Hamburgo, 17 de janeiro de 1963) é um guitarrista e vocalista alemão. É um dos mais importantes músicos da história do Heavy Metal, sendo considerado um dos criadores do sub-gênero Power Metal e um dos fundadores das bandas Helloween, Gamma Ray e Iron Savior.

## História
Começou no Helloween tocando guitarra e cantando, porém com a sobrecarga de trabalho, ficou apenas com a guitarra deixando os vocais para o então jovem Michael Kiske, que grava os Keeper of the Seven Keys Part I e Part II. Grava o disco ao vivo Live in the U.K. e logo depois sai da banda alegando as enormes turnês.
No início dos anos 1990 cria o Gamma Ray, que é um trabalho de seqüência do que ele estava fazendo no Helloween. Por essa banda passaram grandes nomes do metal germânico como Ralf Scheepers, Uli Kusch e Mike Terrana.
Contando com grande criatividade, Kai Hansen não se prende apenas à sua banda. Participa da produção de álbuns de outras bandas como Blind Guardian, Angra, HammerFall, Primal Fear e Edguy, as quais viriam a ser grandes nomes do metal.
Kai cria juntamente com seu amigo Piet Sielck uma banda chamada Iron Savior, em 1996, que obtém sucesso entre o fiel público admirador de seu trabalho. Com tantas participações no cenário, Kai Hansen é figura conhecidíssima entre os apreciadores do estilo e seu trabalho é sempre admirado e reconhecido pela importância que deu ao heavy metal. É considerado o fundador do género Power Metal, juntamente com o guitarrista Michael Weikath.
Atualmente, Kai Hansen está na Pumpkins United World Tour, em reunião com a banda Helloween, ao lado de Michael Kiske.

## Discografia

### Helloween
- Helloween (EP) (1985)
- Walls of Jericho (1985)

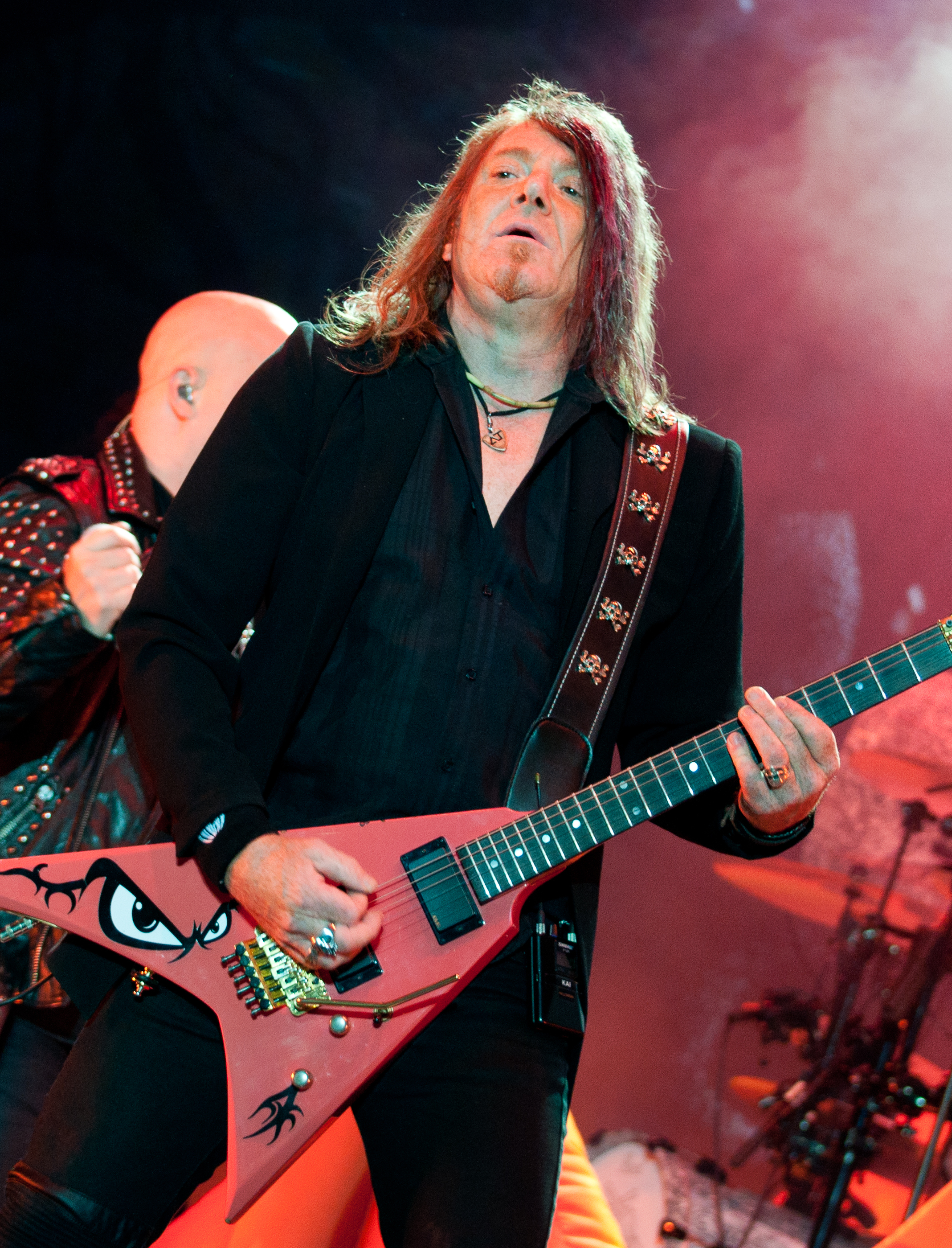
Kai Hansen em 2018

- Keeper of the Seven Keys - Part I (1987)
- Keeper of the Seven Keys - Part II (1988)
- Live in the UK (1989) - Ao Vivo
- Treasure Chest (2002) - Compilação
- Sweet Seductions - Best Of (2017) - Compilação
- Pumpkins United EP (2017)
- United Alive e United Alive in Madrid (2019) - Ao Vivo
- United Forces (2021) - Compilação
- Helloween [2] (2021)

### Gamma Ray
- Heading for Tomorrow (1990)
- Sigh No More (1991)
- Insanity and Genius (1993)
- Land of the Free (1995)
- Alive 95 (1995)
- Somewhere Out in Space (1997)
- Powerplant (1999)
- No World Order (2001)
- Skeletons in the Closet (2003)
- Majestic (2005)
- Land of the Free II (2007)
- To the Metal (2010)
- Empire of the Undead (2014)
- 30 Years Live Anniversary (2021)

### Iron Savior
- Iron Savior (1997)
- Unification (1998)
- Interlude (EP, 1999)
- Dark Assault (2001)

### Unisonic
- Ignition (EP, 2012)
- Unisonic (2012)
- For the Kingdom (EP, 2014)
- Light of Dawn (2014)
- Live in Wacken (2017)

### Solo
- XXX: 30 Years Of Metal (2016)
- Thank You Wacken Live (2017)

## Outras Aparições

### Com Rampage
- Love Lights Up The Night - vocais em "Life"

### ComAngra
- Angels Cry - solo de guitarra em "Never Understand"
- Temple of Shadows - vocal em "The Temple of Hate"

### Com oBlind Guardian
- Follow The Blind - vocais em "Valhalla", e solo de guitarra em "Hall Of The King"
- Tales from the Twilight World - vocal em "Lost in the Twilight Hall", solo de guitarra em "The Last Candle"
- Somewhere Far Beyond - guitarra em "The Quest for Tanelorn"

### ComAvantasia
- The Metal Opera - como "Regrin, o Anão" ele tem partes vocais em "Inside" e "Sign Of The Cross"
- The Metal Opera Part II - vocais em "The Seven Angels" e "Chalice Of Agony"
- The Scarecrow - guitarra em "Shelter from the Rain"
- The Flying Opera (álbum ao vivo) - vocais em "The Toy Master"

### ComHammerFall
- I Want Out EP - vocais em "I Want Out" e backing vocals em "Man on the Silver Mountain"

### ComHeavenly
- Coming From The Sky - vocais em "Time Machine"

### Com Stormwarrior
- Stormwarrior - vocais e guitarra em "Chains Of Slavery" e "Heavy Metal Is The Law" e narração em "Iron Prayers"
- Northern Rage - vocais adicionais em "Heroic Deathe" e solo de guitarra em "Welcome Thy Rite"

### Com Headhunter
- Parody Of Life  - aparição em "Cursed"

### ComMichael Kiske
- Instant Clarity - aparição em "New Horizons", "Be True To Yourself", "The Calling", "Thanx a Lot"

### Com Heavenwood
- Swallow - vocais e guitarra em "Luna" e vocais em "Downcast"

### ComPrimal Fear
- Primal Fear solo de guitarra em "Formula One", "Dollars", "Speedking"

### Com Iron Savior
- Deadly sleep vocal e guitarra